# گائو شیان
گائو شیان (انگلیسی: Gao Shiyan؛ زادهٔ ۲۲ ژانویهٔ ۱۹۹۶) بازیکن بسکتبال ۳ نفره اهل چین است. وی در بازی‌های المپیک تابستانی ۲۰۲۰ شرکت کرده‌است.